# Marwane Saâdane
Marwane Saâdane (arab. مروان سعدان, ur. 17 stycznia 1992) – marokański piłkarz, grający jako środkowy obrońca. Reprezentant kraju.

## Kariera klubowa

### FUS Rabat
1 lipca 2011 roku został zawodnikiem FUS Rabat. W tym zespole zadebiutował 22 października 2011 roku w meczu przeciwko KAC Kénitra (1:1). Zagrał całe spotkanie. Pierwszego gola strzelił 21 listopada 2012 roku w meczu przeciwko Wydadowi Casablanca (wygrana 2:1). Do siatki trafił w 43. minucie. Pierwszą asystę zaliczył 4 stycznia 2013 roku w meczu przeciwko Wydad Fès (4:0). Asystował przy golu Brahima El Bahriego w 80. minucie. Łącznie zagrał 84 mecze, strzelił 8 bramek i miał 4 asysty.
Ze stołecznym zespołem zdobył puchar (2014/2015) i mistrzostwo Maroka (2015/2016).

### Çaykur Rizespor
1 lipca 2016 roku został graczem Çaykur Rizespor. W Turcji zadebiutował 20 sierpnia 2016 roku w meczu przeciwko Konyasporowi (1:1). Zagrał cały mecz. 18 grudnia 2016 roku strzelił pierwszą bramkę – rywalem Rizesporu był Gaziantepspor (wygrana 1:2). Do siatki trafił w 69. minucie. Pierwszą asystę zaliczył 22 kwietnia 2017 roku w meczu przeciwko Başakşehirowi (3:3). Asystował przy bramce Özgüra Ceka w 94. minucie. Łącznie zagrał 89 meczów, strzelił 5 bramek i miał 4 asysty. Wygrał też drugą ligę turecką w sezonie 2017/2018.

### Al-Fateh SC
1 lipca 2019 roku został zawodnikiem Al-Fateh SC. W saudyjskim zespole zadebiutował 24 sierpnia 2019 roku w meczu przeciwko Asz-Szabab Rijad (przegrana 1:2). W debiucie strzelił gola – do siatki trafił w 90. minucie z rzutu karnego. Pierwszą asystę zaliczył 3 lutego 2023 roku w meczu przeciwko Al-Nassr (2:2). Asystował przy trafieniu Sofiane Bendebki w 58. minucie. Łącznie (stan na 25 września 2023 roku) zagrał 104 mecze, strzelił 13 bramek i miał asystę.

## Kariera reprezentacyjna
W reprezentacji U-23 Saâdane zagrał 3 spotkania, doszedł do finału Mistrzostw Afryki U-23 2011.
W reprezentacji seniorskiej zadebiutował 9 października 2015 roku w meczu towarzyskim przeciwko reprezentacji Wybrzeża Kości Słoniowej (porażka 0:1). Wszedł w 85. minucie, zszedł wtedy Karim El Ahmadi. Pierwszą asystę  zaliczył w meczu Pucharu Narodów Arabskich 2021 przeciwko reprezentacji Palestyny (4:0). Asystował przy golu Mohammeda Nahiriego w 31. minucie. W sumie zagrał 6 spotkań i miał jedną asystę.